# Spicheren
Spicheren (en alemany Spichern) és un municipi francès, situat al departament del Mosel·la i a la regió del Gran Est. L'any 2007 tenia 3.250 habitants.

## Demografia

### Població
El 2007 la població de fet de Spicheren era de 3.250 persones. Hi havia 1.330 famílies, de les quals 328 eren unipersonals (152 homes vivint sols i 176 dones vivint soles), 441 parelles sense fills, 449 parelles amb fills i 112 famílies monoparentals amb fills.
La població ha evolucionat segons el següent gràfic:
Habitants censats

### Habitatges
El 2007 hi havia 1.423 habitatges, 1.361 eren l'habitatge principal de la família, 5 eren segones residències i 57 estaven desocupats. 952 eren cases i 457 eren apartaments. Dels 1.361 habitatges principals, 899 estaven ocupats pels seus propietaris, 338 estaven llogats i ocupats pels llogaters i 125 estaven cedits a títol gratuït; 21 tenien una cambra, 61 en tenien dues, 235 en tenien tres, 317 en tenien quatre i 727 en tenien cinc o més. 1.190 habitatges disposaven pel capbaix d'una plaça de pàrquing. A 570 habitatges hi havia un automòbil i a 636 n'hi havia dos o més.

### Piràmide de població
La piràmide de població per edats i sexe el 2009 era:
| Homes | Edats   | Dones |
| ----- | ------- | ----- |
| 4     | 95 o +  | 0     |
| 4     | 90 a 94 | 4     |
| 4     | 85 a 89 | 4     |
| 4     | 80 a 84 | 28    |
| 56    | 75 a 79 | 72    |
| 60    | 70 a 74 | 84    |
| 96    | 65 a 69 | 72    |
| 84    | 60 a 64 | 64    |
| 100   | 55 a 59 | 88    |
| 132   | 50 a 54 | 104   |
| 152   | 45 a 49 | 136   |
| 108   | 40 a 44 | 132   |
| 172   | 35 a 39 | 136   |
| 136   | 30 a 34 | 148   |
| 92    | 25 a 29 | 92    |
| 76    | 20 a 24 | 40    |
| 108   | 15 a 19 | 112   |
| 136   | 10 a 14 | 120   |
| 92    | 5 a 9   | 60    |
| 72    | 0 a 4   | 84    |

## Economia
El 2007 la població en edat de treballar era de 2.263 persones, 1.580 eren actives i 683 eren inactives. De les 1.580 persones actives 1.457 estaven ocupades (807 homes i 650 dones) i 123 estaven aturades (52 homes i 71 dones). De les 683 persones inactives 215 estaven jubilades, 191 estaven estudiant i 277 estaven classificades com a «altres inactius».

### Ingressos
El 2009 a Spicheren hi havia 1.310 unitats fiscals que integraven 3.192 persones, la mediana anual d'ingressos fiscals per persona era de 19.956 €.

### Activitats econòmiques
Dels 96 establiments que hi havia el 2007, 1 era d'una empresa alimentària, 1 d'una empresa de fabricació de material elèctric, 3 d'empreses de fabricació d'altres productes industrials, 14 d'empreses de construcció, 28 d'empreses de comerç i reparació d'automòbils, 4 d'empreses de transport, 6 d'empreses d'hostatgeria i restauració, 2 d'empreses d'informació i comunicació, 1 d'una empresa financera, 5 d'empreses immobiliàries, 14 d'empreses de serveis, 11 d'entitats de l'administració pública i 6 d'empreses classificades com a «altres activitats de serveis».
Dels 30 establiments de servei als particulars que hi havia el 2009, 1 era una oficina de correu, 1 una oficina bancària, 3 paletes, 2 guixaires pintors, 2 fusteries, 6 lampisteries, 1 electricista, 2 empreses de construcció, 1 perruqueria, 1 veterinari, 1 agència de treball temporal, 6 restaurants i 3 salons de bellesa.
Dels 7 establiments comercials que hi havia el 2009, 2 eren supermercats, 2 fleques, 1 una peixateria, 1 una botiga d'electrodomèstics i 1 una joieria.
L'any 2000 a Spicheren hi havia 13 explotacions agrícoles que ocupaven un total de 126 hectàrees.

## Equipaments sanitaris i escolars
El 2009 hi havia 2 centres de salut i 1 farmàcia.
El 2009 hi havia 1 escola maternal i 1 escola elemental.

## Poblacions més properes
El següent diagrama mostra les poblacions més properes.